# Пяракюла (Пярну)
Пя́ракюла (ест. Päraküla) — село в Естонії, у міському самоврядуванні Пярну повіту Пярнумаа.

## Населення
Чисельність населення на 31 грудня 2011 року становила 12 осіб.

## Географія
Через населений пункт проходить автошлях 19107 (Кийма — Селісте).

## Пам'ятки природи
На північний схід від села розташовується заповідник Тистамаа.